# 5395 Shosasaki
5395 Shosasaki è un asteroide della fascia principale. Scoperto nel 1988, presenta un'orbita caratterizzata da un semiasse maggiore pari a 2,5376000 UA e da un'eccentricità di 0,2720957, inclinata di 6,93711° rispetto all'eclittica.